# Psilocarphus
Psilocarphus là một chi thực vật có hoa trong họ Cúc (Asteraceae).

## Loài
Chi Psilocarphus gồm các loài: